# Schietpartij in Mukilteo op 30 juli 2016
De schietpartij in Mukilteo voltrok zich op 30 juli 2016 in de plaats Mukilteo, een welvarende voorstad van Seattle in de Amerikaanse deelstaat Washington. Een gewapende man opende rond middernacht op een feest het vuur op voor hem bekende studenten en middelbare scholieren. In totaal overleden drie personen en raakte er één gewond.  
Twee uur na de schietpartij werd een verdachte, de 19-jarige Allen Christopher Ivanov, aangehouden in de buurt van Chehalis. Op 2 augustus werd hij aangeklaagd wegens drie moorden en twee pogingen tot moord. Twintig dagen later ontkende Ivanov schuld aan deze vijf aanklachten. Op 19 december bekende hij schuld en op 12 januari 2017 werd hem een levenslange gevangenisstraf zonder kans op vervroegde vrijlating opgelegd.

## Gebeurtenis
Vóór de aanslag plaatsvond, was er in Mukilteo bij een leeftijdsgenoot van de schutter thuis een feest gaande. Hierbij waren vijftien tot twintig studenten en middelbare scholieren aanwezig waarvan er in ieder geval een aantal bekenden waren van de schutter, die op 29 juli rond 10 uur 's avonds op de locatie van het feest arriveerde. Hij parkeerde zijn auto aan de overkant van de straat. In plaats van direct naar binnen te gaan, sloop hij richting het huis en keek hij door een raam naar binnen, waar hij zijn ex-vriendin, de 19-jarige Anna Bui, zag. Hierna keerde hij terug naar zijn auto. Daar las hij de handleiding van het geweer dat hij eerder aangeschaft had en laadde hij het wapen.
Ongeveer 7 minuten na middernacht liep de schutter voor de tweede keer richting het huis. Ditmaal verschool hij zich buiten langs een muur van de woonkamer. Hij werd opgemerkt door de 19-jarige Jacob Long, die direct overleed nadat hij driemaal in zijn rug beschoten werd. Vervolgens opende de schutter buiten het vuur op zijn voormalig klasgenoot Will Kramer. Kramer raakte weliswaar aan zijn rug verwond, maar overleefde de schietpartij door zich te verstoppen achter een aantal struiken. Kramer belde het alarmnummer, maar durfde uit angst dat hij gehoord zou worden niet te praten.
Vervolgens betrad de schutter via een zijdeur het huis. Hier trof hij Bui aan en beschoot hij haar tweemaal van dichtbij, waarna zij evenals Long meteen omkwam. Jordan Ebner, het derde en laatste fatale slachtoffer, rende richting het huis, maar overleed buiten nadat ook hij beschoten was door de schutter, die inmiddels al verder het gebouw doorgelopen was. Hierna ging de schutter naar boven, waar hij vanaf het balkon van een slaapkamer het vuur opende op twee via de oprit vluchtende mannen en het been van een van hen nipt miste. Ten slotte ging hij naar de zolder. Hij realiseerde zich echter dat zijn kogels op waren en keerde terug naar zijn auto om op de vlucht te slaan.
Toen de politie op de plaats delict arriveerde, was de schutter reeds weggevlucht. Hij en zijn auto werden geïdentificeerd door degenen die op het feest aanwezig waren. Met behulp van een stille sms werd vastgesteld dat hij zich in de buurt van Olympia bevond. Tijdens het vluchten belde hij met een vriend uit Baltimore. Ongeveer twee uur na de schietpartij werd de schutter, die op dat moment ongeveer 30 km per uur te hard reed, op de Interstate 5 in de buurt van Chehalis in hechtenis genomen. In zijn auto werden een AR-15-geweer en twee magazijnen aangetroffen.

## Dader
De verdachte die na de schietpartij opgepakt werd, was Allen Christopher Ivanov, een 19-jarige man wonende te Mukilteo. Nadat hij in 2015 zijn middelbare school had afgerond, ging hij informatica studeren aan de Universiteit van Washington. Ongeveer twee maanden vóór de schietpartij had hij een liefdesrelatie beëindigd met Bui. Volgens de politie was de woede die in hem opkwam omdat Bui verder ging met haar leven en niet geïnteresseerd leek te zijn in een nieuwe relatie met hem het motief voor de gewelddaad.
Vier dagen voorafgaand aan de aanslag kocht hij een Ruger SR-556-geweer en een magazijn bij een wapenwinkel in de buurt. Op 29 juli, de dag waarop hij 's avonds naar het feest zou rijden, verliet hij rond 4 uur 's middags zijn werk vroegtijdig omdat hij zich niet goed zou hebben gevoeld en ging hij wederom naar dezelfde wapenwinkel, ditmaal om een tweede magazijn te kopen.
In de week voorafgaand aan de gebeurtenis was Ivanov actief op sociale media, waar hij op verschillende manieren indicaties gaf voor hetgeen te wachten stond. Zo plaatste hij op zijn Instagramprofiel een foto van het wapen dat hij had aangeschaft met ernaast een aantal kogels. Verder plaatste hij op zijn Twitteraccount de tekst "First and last tweet. I've been through it all." (Eerste en laatste tweet. Ik heb het allemaal doorgemaakt.) Met dit account volgde hij zowel Long als Ebner. Ook had hij recentelijk een bericht naar een vriend gestuurd waarin hij zichzelf beschreef als een toekomstig schutter.

## Reacties
Jennifer Gregerson, de burgemeester van Mukilteo, liet weten dat de gewelddaad de gemeenschap volledig op haar grondvesten had doen schudden. Jay Inslee, de gouverneur van Washington, betuigde door middel van een verklaring zijn medeleven met de families van de slachtoffers en liet namens de staat weten bereid te zijn om Mukilteo hulp te bieden bij het onderzoek naar het voorval. De Universiteit van Washington publiceerde een verklaring waarin verder duidelijk werd gemaakt wie de slachtoffers en de verdachte waren.
Op de dag na de schietpartij waren er in totaal tweehonderd mensen aanwezig bij een wake bij Kamiak High School, de middelbare school waar zowel Ivanov als de slachtoffers van geslaagd waren. Een andere wake werd gehouden bij een lokale kerk. Onder de achthonderd aanwezigen was ook Inslee, die hier een toespraak hield over gewapend geweld in de Verenigde Staten. Op 26 augustus werd er een door bekenden van de slachtoffers georganiseerd benefietconcert gehouden voor de families van de slachtoffers.
Door inwoners van Mukilteo werd er een bondgenootschap genaamd de Mukilteo Strong Alliance opgericht. Het doel hiervan was om een herdenkingsplaats ter ere van de slachtoffers te creëren en om het verwerkingsproces van de gebeurtenis te bevorderen. Op 20 september werd een eerste bijeenkomst gehouden, welke onder meer door familie en vrienden van de slachtoffers en non-profitorganisaties werd bijgewoond.
Op 7 september haalde de Minister van Justitie van Washington, Bob Ferguson, de schietpartij in Mukilteo aan toen hij zich richtte tot de Washington State Legislature. Ferguson gebruikte deze gewelddaad als voorbeeld om aan te tonen waarom volgens hem een staatswet in Washington zou moeten worden doorgevoerd die de verkoop van aanvalswapens, zoals het geweer dat gebruikt werd in de schietpartij, zou verbieden. De ouders van Kramer, het enige overlevende slachtoffer, steunden Fergusons voorstel.

## Onderzoek en proces
Volgens de politie bekende Ivanov in een ondervraging direct nadat hij was opgepakt schuld. Hij zei echter dat het een ongeluk was, omdat hij verward was en daarom niet helder kon nadenken. Hij werd in de gevangenis van Snohomish County vastgehouden op verdenking van moord en poging tot moord.
Tijdens een verschijning voor de rechtbank op 1 augustus trok de advocaat van Ivanov het gemak waarmee zijn cliënt een AR-15-geweer met een relatief groot magazijn kon kopen in twijfel. Ivanov werd niet op borgtocht vrijgelaten. Op de volgende de dag werd hij aangeklaagd wegens drie moorden en twee pogingen tot moord. Op 22 augustus ontkende hij schuld aan deze vijf aanklachten. Echter, op 19 december, één dag vóór een aanklager zou aankondigen of de doodstraf geëist zou worden, bekende hij schuld. Op 12 januari 2017 werd hem een levenslange gevangenisstraf zonder kans op vervroegde vrijlating opgelegd.